# الحليب واللحوم في الشريعة اليهودية
خليط من الحليب واللحوم (بالعبرية: בשר בחלב‏)، basar bechalav، حرفيا «اللحوم في اللبن») ممنوعة حسب الشريعة اليهودية. هذا القانون الغذائي، وهو أساس الكشروت، يقوم على آيتين في سفر الخروج، تحظران «لا تطبخ جديا بلبن امه» وتكرار ثالث لهذا التحريم في سفر التثنية.

## تفسيرات للقانون
لم يقدم حاخامات التلمود أي سبب للحظر، لكن السلطات اللاحقة، مثل موسى بن ميمون، رأت أن القانون مرتبط بحظر عبادة الأصنام في اليهودية. اقترح كل من عوبديا سفورنو وسولومون لونتشيتز، المعلقين الحاخاميين الذين عاشوا في أواخر العصور الوسطى، أن القانون يشير إلى ممارسة دينية أجنبية معينة كنعانية، حيث يتم طهي الماعز الصغار في حليب أمهاتهم، بهدف الحصول على مساعدة خارقة للطبيعة زيادة غلة قطعانهم. في الآونة الأخيرة، تم تفسير نص ثيولوجي يسمى ولادة الآلهة الكريمة، والذي تم العثور عليه أثناء إعادة اكتشاف أوغاريت، على أنه يقول إن طقوسًا شامية لضمان الخصوبة الزراعية تنطوي على طهي ماعز صغير في حليب أمه، متبوعًا بالمزيج يتم رشها على الحقول، الرغم من أن المصادر الحديثة لا تزال تجادل بأن هذه الترجمة غير صحيحة.
رأى بعض المعلقين الحاخامين أن القانون له جانب أخلاقي. جادل راشبام بأن استخدام حليب حيوان لطهي نسله أمر غير إنساني، بناءً على مبدأ مشابه لمبدأ شيلواخ هاكن. قارن حاييم بن عطار ممارسة طبخ الحيوانات في حليب أمهاتها بالذبح البربري للرضع.

## قانون الكتاب المقدس كما يفهمه الحاخامات

### ثلاثة قوانين متميزة
اعتقد الحاخامات التلموديون أن النص التوراتي يحرم فقط تناول خليط من الحليب واللحوم، ولكن نظرًا لأن اللائحة التوراتية تضاعفت ثلاث مرات، فقد فرضوا ثلاث لوائح مميزة لتمثيلها:
- عدم طهي اللحوم والحليب معًا (بغض النظر عما إذا كانت النتيجة قد تم تناولها)[14]
- عدم تناول الحليب واللحوم معًا (بغض النظر عما إذا كان قد تم طهيهما معًا)
- عدم الاستفادة من الخليط بأي طريقة أخرى

يعقوب بن آشر لاحظ، حاخام تأثيرا في العصور الوسطى، أن علم الأعداد اليهودي من لا تغلي طفل (بالعبرية: לא תבשל גדי) لانه مطابق منه هو تحريم أكل والطبخ والإفادة (بالعبرية: ובישול והנאה)، وهو التفاصيل التي اعتبرها مهمة للغاية. على الرغم من أن اشتقاق المنفعة هو مصطلح غامض ظاهريًا، إلا أنه تم توضيحه لاحقًا من قبل كتّاب العصور الوسطى ليشمل:
- تقديم خلطات الحليب واللحوم في مطعم حتى لو كان الزبائن من غير اليهود، والمطعم لا يتوافق مع الكشروت
- إطعام حيوان أليف بطعام يحتوي على خليط من الحليب واللحوم[16]
- الحصول على رد مقابل شراء عرضي لخليط من الحليب واللحوم، حيث يشكل رد الأموال شكلاً من أشكال البيع[17]

اعتبر الحاخامات الكلاسيكيون فقط الحليب واللحوم المطبوخة معًا محظورة حسب الكتاب المقدس، لكن الكتاب اليهود في العصور الوسطى منعوا أيضًا استهلاك أي شيء يحتوي فقط على الأذواق المختلطة للحليب واللحوم. وشمل ذلك، على سبيل المثال، اللحوم التي تم نقعها في الحليب لفترة طويلة. من ناحية أخرى، كان يُنظر إلى حظر الحصول على المنفعة على أنه أكثر دقة، حيث أكد العديد من الكتاب في أواخر العصور الوسطى، مثل موسى إيسرلس وديفيد سيغال، أن هذا التقييد ينطبق فقط على الحليب ولحوم g'di، وليس لمجموعة واسعة من الألبان واللحوم التي يحظرها الحاخامات لم يوافق حاخامات بارزون آخرون في العصور الوسطى، مثل سولومون لوريا، على اعتقادهم أن حظر الحصول على المنفعة يشير إلى خلائط من جميع اللحوم والألبان.

### مصطلح "g'di"
في سفر التكوين تشير إلى جداء بعبارة العبرية g'di izim، ولكن الحظر المفروض على الغليان طفلا... يستخدم فقط في g'di المدى (גדי). راشي، أحد أبرز المعلقين التلموديين، جادل بأن مصطلح g'di يجب أن يكون له في الواقع معنى أكثر عمومية، بما في ذلك العجول والحملان، بالإضافة إلى صغار الماعز. جادل راشد أيضًا بأن معنى g'di لا يزال ضيقًا بما يكفي لاستبعاد الطيور، وجميع حيوانات الكوشر غير المأهولة (على سبيل المثال، الظبي)، وجميع الحيوانات غير اليهودية. قام كتّاب التلمود بتحليل مماثل، لكنهم اعتقدوا أنه نظرًا لأن حيوانات الكوشر المستأنسة (الأغنام والماعز والماشية) لها لحوم مماثلة للطيور وحيوانات أرض الكوشر غير الداجنة، يجب عليهم حظر هذه اللحوم الأخيرة أيضًا، إنشاء حظر عام على خلط الحليب واللحوم من أي حيوان كوشير، باستثناء الأسماك.
يُحظر استهلاك الحيوانات غير اليهودية (على سبيل المثال، الخنازير والإبل والسلاحف) بشكل عام، وستكون الأسئلة حول حالة الخلائط التي تتضمن لحومها وألبانها أكاديمية إلى حد ما. ومع ذلك، فإن عدم وجود قرار كلاسيكي بشأن لبن ولحوم الحيوانات غير الكوشر قد أدى إلى الجدل في أواخر العصور الوسطى. جادل البعض، مثل Yoel Sirkis و Joshua Falk، بأنه يجب حظر خلط الحليب واللحوم من الحيوانات غير الكوشر، لكن آخرين، مثل Shabbatai ben Meir و David HaLevi Segal، جادلوا بذلك، باستثناء الحظر العام على الحيوانات غير الكوشر، لا ينبغي حظر مثل هذه الخلطات.

### مصطلح «هاليف إيمو»
وأعرب الراشي عن رأي مفاده أن الإشارة إلى حليب الأم يجب أن تستثني الطيور من اللائحة، لأن الثدييات فقط هي التي تنتج الحليب. وفقًا لشابثاي باس، كان راشد يعبر عن رأي مفاده أن الإشارة إلى الأم كانت موجودة فقط لضمان استبعاد الطيور بوضوح من الحظر؛ جادل باس بأن الراشي اعتبرت أن حظر سلق اللحم في حليب الأم هو في الحقيقة حظر عام على سلق اللحم في الحليب، بغض النظر عن العلاقة بين مصدر اللحم ومصدر الحليب.
المواد المشتقة من الحليب، مثل الجبن ومصل اللبن، تم اعتبارها تقليديًا تحت الحظر، لكن بدائل الحليب، التي تم إنشاؤها من مصادر غير الألبان، لا تفعل ذلك. ومع ذلك، كان الحاخامات الكلاسيكيون قلقين من أن اليهود الذين يستخدمون الحليب الصناعي قد يساء تفسيرهم، لذلك أصروا على أن يتم تمييز الحليب بوضوح للإشارة إلى مصدره. في العصر الكلاسيكي، كان الشكل الرئيسي للحليب الاصطناعي هو حليب اللوز، لذلك فرض الحاخامات التقليديون القاعدة التي تنص على وجوب وضع اللوز حول هذا الحليب. في العصور الوسطى، كان هناك بعض الجدل حول ما إذا كان يجب القيام بذلك أثناء الطهي وكذلك أثناء تناول الطعام، أو ما إذا كان ذلك كافياً لمجرد القيام بذلك أثناء الوجبة.

### مصطلح «بيشول»
على الرغم من أن التنظيم الكتاب المقدس حرفيا فقط من التنويهات يغلي (بالعبرية: bishul، בישול)، كانت هناك الأسئلة التي طرحت في أواخر العصور الوسطى حول ما إذا كان هذا يجب بدلا من ذلك كما ترجم الطبخ، وبالتالي أن تفسر على أنها إشارة إلى الأنشطة مثل حارق، الخبز، تحميص والقلي. جادلت شخصيات متساهلة مثل يعقوب ليزا وحاييم بن عطار بأن مثل هذا الحظر سيكون مجرد إضافة حاخامية، وليس القصد التوراتي، ولكن آخرين مثل أبراهام دانزيج وحزقيا دا سيلفا جادلوا بأن المصطلح التوراتي نفسه له هذا المعنى الأوسع.
على الرغم من أن الطهي الإشعاعي للحوم بمنتجات الألبان لم يُدرج من قبل الحاخامات الكلاسيكيين على أنه من بين الأشكال المحظورة في الكتاب المقدس لطهي مثل هذه الخلطات، لا يزال الجدل قائمًا حول استخدام فرن الميكروويف لطهي هذه الخلطات. 

## الإضافات الحاخامية إلى قانون الكتاب المقدس
فسر الحاخامات الكلاسيكيون اللاويين 18:30 على أنه يعني أنه ينبغي عليهم (مجازيًا) إنشاء سياج وقائي حول قوانين الكتاب المقدس، وكان هذا أحد التعاليم الأساسية الثلاثة للجمعية العظمى. يعتبر خلط الحليب واللحوم إحدى مناطق الهلاشا حيث تمت إضافة عدد كبير من «الأسوار» بشكل خاص. ومع ذلك، قدم حاخامات العصور الكلاسيكية والوسطى أيضًا عددًا من أشكال التساهل. 

### كميات ضئيلة
أعرب الحاخامات الكلاسيكية ترى أن كل من قواعد الغذاء يمكن التنازل عنه إذا كان جزء من المواد الغذائية مخالفة للوائح أقل من حجم معين، والمعروفة باسم shiur (بالعبرية: الحجم، שיעור)، إلا أنه ما زال من الممكن طعم أو شمها للحصول على الحليب واللحوم واللوائح، وكان هذا حجم الحد الأدنى من ke'zayit (כזית)، وهذا يعني حرفيا أي شيء «مشابهة لزيت الزيتون» في الحجم. ومع ذلك، فإن shiur هو مجرد الحد الأدنى للمبلغ الذي يؤدي إلى العقوبة الرسمية في العصر الكلاسيكي، ولكن حتى نصف shiur تحظره التوراة.
وجاءت العديد من الحاخامات فرضية أن الذوق هو المبدأ (بالعبرية: ta'am k'ikar، טעם כעיקר): في حالة وقوع الخلط غير المقصود من الحليب واللحوم، يمكن أن تؤكل الطعام إذا لم يكن هناك تغيير كشفها في الذوق. جادل آخرون بأن المكونات المحرمة يمكن أن تشكل ما يصل إلى نصف الخليط قبل أن يتم رفضها. يطبق الحاخامات اليوم مبدأ باتل بشيشيم (ملغى في الستين؛ أي مسموح به طالما أن المكونات المحرمة لا تشكل أكثر من 1/60 من الكل).
نظرًا لفرضية أن المذاق هو المبدأ، فإن الأطعمة المحايدة (أي المحايدة) تأخذ نفس تصنيف اللحوم / منتجات الألبان مثل أي شيء يتم طهيه بها.

### القرب المادي
أصر الحاخامات البارزون في العصور الوسطى على عدم وضع الحليب على مائدة يأكل فيها الناس اللحوم، وذلك لتجنب استهلاك الحليب عن طريق الخطأ أثناء تناول اللحوم، والعكس صحيح. جادل تسفي هيرش سبيرا، وهو حاخام من أوائل القرن العشرين، بأنه عندما تم إنشاء هذه القاعدة، كانت الجداول المستخدمة بشكل شائع كبيرة بما يكفي لشخص واحد فقط. استنتج سبيرا أن القاعدة لن تنطبق إذا كانت الطاولة المستخدمة كبيرة، وكان الحليب بعيدًا عن متناول الشخص الذي يأكل اللحوم (والعكس صحيح).
ناقش حاخامات العصور الوسطى مسألة تناول الناس للحليب واللحوم على طاولة واحدة. اقترح جاكوب بن آشر أن كل فرد يجب أن يأكل من مفارش مائدة مختلفة،  بينما جادل موسى إيزيرليس بضرورة وضع عنصر كبير وغير عادي بين الأفراد، كتذكير لتجنب مشاركة الأطعمة. أشار الكتاب الحاخاميون اللاحقون إلى استثناءات من القاعدة. حكم حاييم بن عطار، وهو قبالي من القرن الثامن عشر، أن الجلوس على نفس المائدة مع غير اليهودي يأكل طعامًا غير كوشير مسموح به؛ جادل ييشيل ميشيل إبستين، وهو حاخام من القرن التاسع عشر، بأن الخطر ينخفض بدرجة كافية إذا جلس الأفراد بعيدًا بما يكفي عن أن الطريقة الوحيدة لمشاركة الطعام هي مغادرة المائدة.

## تصنيف الأطعمة
لمنع استهلاك الخلطات الممنوعة، يتم تقسيم الأطعمة إلى ثلاث فئات.
- «اللحوم» (أمريكا الشمالية) أو «لحمي» (UK) (اليديشية: fleishik، פֿליישיק؛ (بالعبرية: basari‏)، בשרי)
- «الألبان» (أمريكا الشمالية) أو «حليبي» (UK) (اليديشية: milkhik، מילכיק؛ (العبرية: halavi)، חלבי)
- «بارفيه» (أو parv، pareve، من parev كلمة اليديشية (פאַרעוו)، وهذا يعني محايد)

تشمل الأطعمة في فئة الحشائش الأسماك والفواكه والخضروات والملح وما إلى ذلك؛ بين القرائين[بحاجة لمصدر] واليهود الإثيوبيين يشمل أيضًا الدواجن. يذكر التلمود أن الحظر الكتابي ينطبق فقط على لحوم وألبان ثدييات الكوشر المستأنسة؛ أي الأبقار والماعز والأغنام. وتضيف أنه وفقًا لرأي الحاخام عكيفا، أصدر الحاخامات مرسومًا وقائيًا بمد القانون إلى لحوم وألبان ثدييات الكوشر البرية، مثل الغزلان، وكذلك لحوم دواجن الكوشر، مثل الدجاج. يتبع شولحان عاروخ هذا النهج.
تجادل السلطات اليهودية الكلاسيكية بأن الأطعمة تفقد مكانتها إذا عولجت بطريقة تجعلها تمتص طعم الحليب أو اللحم أثناء الطهي، النقع، أو التمليح.

## أطباق وأواني الطبخ

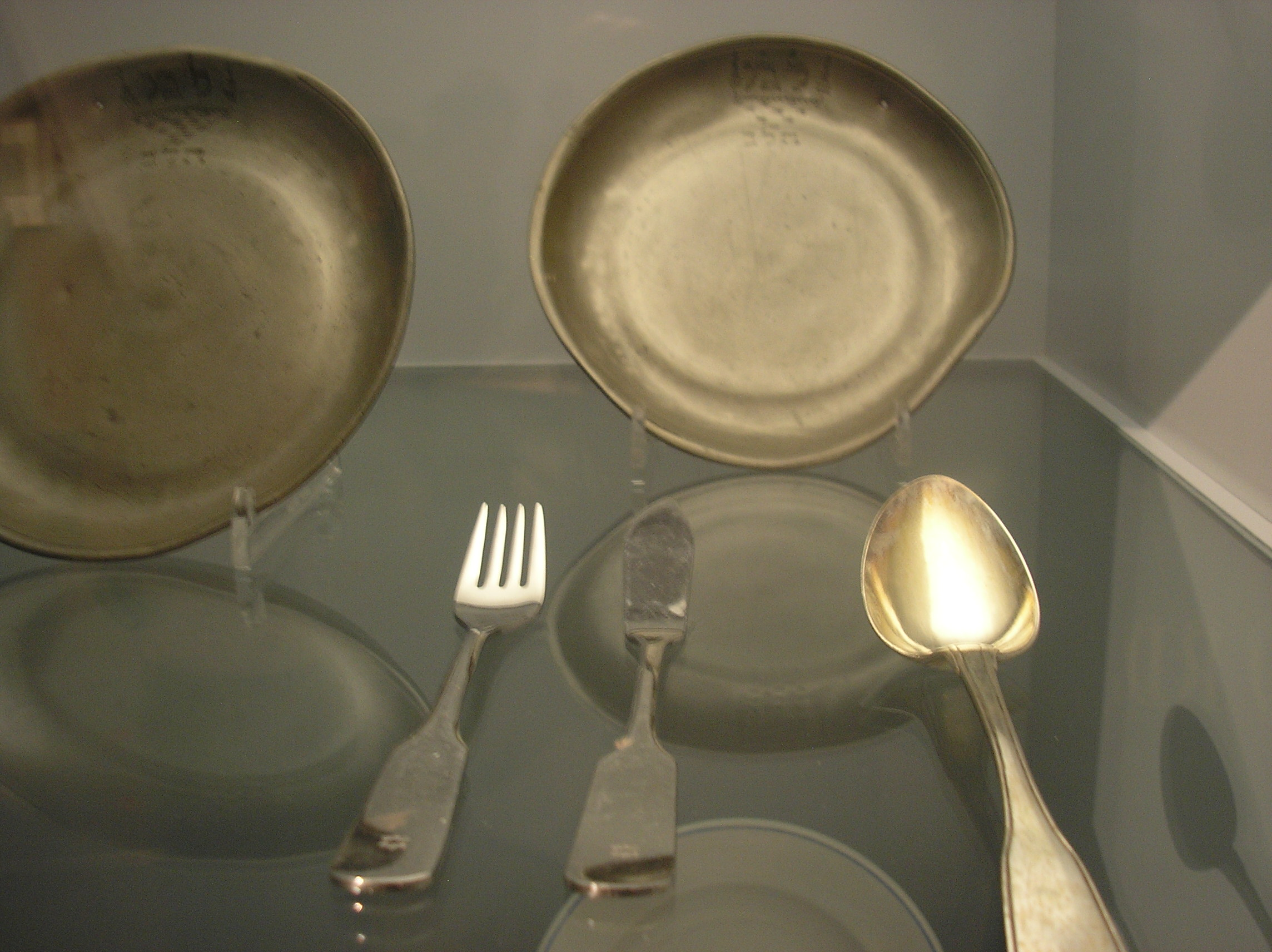
أطباق ألبان كوشير من القرن التاسع عشر في المتحف اليهودي في برلين

نظرًا لأن بعض أواني وأدوات الطهي (مثل السيراميك والمعدن والبلاستيك والمواد الخشبية) مسامية، فمن الممكن أن تتشبع بمذاق بعض الأطعمة وتنقل هذا المذاق إلى أطعمة أخرى. على سبيل المثال، إذا تم استخدام مقلاة لقلي نقانق لحم البقر، ثم تم استخدامها بعد ذلك بساعات قليلة لقلي عجة بالجبن، فقد يظل طعم النقانق خفيفًا.
جادل صموئيل بن مئير، شقيق يعقوب بن مئير، بأن النكهات المشبعة يمكن أن تدوم في إناء أو إناء طهي لمدة تصل إلى 24 ساعة. اقتراحه أدى إلى المبدأ، والمعروفة باسم بن يومو (بالعبرية: ابن من اليوم، בן יומו)، أن السفن والأواني لا ينبغي أن تستخدم لطهي الحليب خلال 24 ساعة من التي تستخدم لطهي اللحوم (والعكس بالعكس). على الرغم من أنه بعد مرور 24 ساعة، قد تظل بعض النكهات المتبقية موجودة في أوعية وأواني الطبخ المسامية، إلا أن بعضها  الحاخامات الاستمرار على الرأي القائل بأن هذه بقايا ستصبح قديمة ونتنة، وبالتالي فقط غرس طعم للأسوأ (بالعبرية: nosen taam lifgam، נותן טעם לפגם)، التي لا تعتبرها انتهاك الحظر المفروض على خلط الأذواق من الحليب واللحوم.
حيث يتم تصنيف بارفيه الطعام إذا كان يأخذ على نكهة اللحم أو منتجات الألبان، أشكنازي اليهود لا سمح عادة تناول محتويات بارفيه من وعاء التي استخدمت خلال 24 ساعة لطهي اللحوم، لو أن تؤكل محتويات بارفيه مع منتجات الألبان. وبالمثل، يحظر تقليدهم تناول الأطعمة المقطعة باللحوم إذا تم استخدام وعاء الطهي لطهي منتجات الألبان خلال الـ 24 ساعة الماضية. وفقًا لجوزيف كارو، كان التقليد السفاردي أكثر تساهلاً بشأن مثل هذه الأشياء،  لكن موسى إيسرلس جادل بأن مثل هذا التساهل لا يمكن الاعتماد عليه.
في ضوء هذه القضايا، يمكن لليهود المتدينين بكشروت اتخاذ الاحتياطات اللازمة للحفاظ على مجموعتين متميزتين من الأواني الفخارية وأدوات المائدة؛ مجموعة واحدة (المعروفة باللغة اليديشية باسم milchig وباللغة العبرية halavi) مخصصة للأطعمة التي تحتوي على منتجات الألبان، بينما المجموعة الأخرى (المعروفة باللغة اليديشية باسم fleishig / fleishedik وباللغة العبرية باسم basari) مخصصة للأطعمة التي تحتوي على اللحوم.
كتب شلومو دوف جويتين، «إن تقسيم المطبخ إلى قسم اللحوم والحليب، وهو أمر أساسي جدًا في منزل يهودي ملتزم... لم يتم ذكره مطلقًا في جنيزا.» يعتقد غويتين أنه في أوائل العصور الوسطى احتفظت العائلات اليهودية بمجموعة واحدة فقط من أدوات المائدة وأدوات الطهي. وفقًا لديفيد سي.كريمر، تطورت ممارسة الاحتفاظ بمجموعات منفصلة من الأطباق فقط في أواخر القرن الرابع عشر أو الخامس عشر. في أوقات سابقة، كانت مجموعة أدوات الطهي الخاصة بالأسرة مقسمة بين منتجات الألبان واللحوم (والعكس صحيح). بدلاً من ذلك، انتظر المستخدمون طوال الليل حتى تصبح مرق اللحم أو منتجات الألبان التي يتم امتصاصها في جدران القدر غير مهم (نجاة الحياة) قبل استخدام القدر للأنواع الأخرى (اللحوم أو منتجات الألبان).

## مشكلة الأطعمة المتسلسلة
وذكر راشي أن اللحوم تترك بقايا دهنية في الحلق والحنك وأشار موسى بن ميمون إلى أن اللحوم العالقة بين الأسنان قد لا تتحلل لعدة ساعات. أكد فيفيل كوهين أن الجبن الصلب يترك طعمًا طويل الأمد في الفم. بشكل عام، يعتبر الأدب الحاخامي التأثير الجماعي لكل من هذه القضايا.

### تناول منتجات الألبان بعد اللحوم
يذكر التلمود أن مار أوكفا، وهو حاخام محترم، لا يأكل منتجات الألبان بعد تناول اللحوم في نفس الوجبة، وكان أبًا سينتظر يومًا كاملاً بعد تناول اللحوم قبل تناول منتجات الألبان. تكهن يعقوب بن مئير بأن سلوك مار أوكفا كان مجرد اختيار شخصي، وليس مثالًا يتوقع أن يتبعه الآخرون، لكن حاخامات بارزين في العصور الوسطى جادلوا بأن ممارسة مار أوكفا يجب أن تعامل على أنها الحد الأدنى من معايير السلوك.
جادل موسى بن ميمون بأن الوقت مطلوب بين اللحوم ومنتجات الألبان لأن اللحوم يمكن أن تعلق في الأسنان، وهي مشكلة اقترح أنها ستستمر لمدة ست ساعات بعد تناولها. وشاركه هذا التفسير من قبل سليمان بن اديريت، تلميذ بارز له، وآشر بن يحيئيل،  الذين حصلوا على الدخول إلى الحاخامية بموافقة سليمان بن اديريت، وكذلك من قبل في وقت لاحق شولحان عاروخ. على النقيض من ذلك، جادل الصافيون بأن التفاصيل الرئيسية كانت مجرد تجنب ظهور منتجات الألبان في نفس الوجبة مثل اللحوم. لذلك، كان يكفي الانتظار حتى تناول وجبة جديدة - وهذا يعني بالنسبة لهم ببساطة تنظيف المائدة، وتلاوة نعمة معينة، وتنظيف أفواههم. جادل بعض الكتاب الحاخامين اللاحقين، مثل موسى الإسرائيلي، ونصوص مهمة، مثل زوهار (كما لاحظ فيلنا غاوون ودانييل جوشيا بينتو)، بأن الوجبة ما زالت غير مؤهلة لتكون جديدة ما لم مرت ساعة على الوجبة السابقة.
نظرًا لأن معظم اليهود السفارديم الأرثوذكس يعتبرون شولشان أروش موثوقًا، فإنهم يعتبرون اقتراحه بالانتظار ست ساعات إلزاميًا. لكن اليهود الأشكناز لديهم عادات مختلفة. عادةً ما ينتظر اليهود الأرثوذكس من أصول أوروبية الشرقية لمدة ست ساعات، على الرغم من أن من هم من أصل ألماني ينتظرون تقليديًا ثلاث ساعات فقط، ولهؤلاء من أصل هولندي تقليد الانتظار لمدة ساعة واحدة فقط. ذكر أنصار القرون الوسطى أن هذه الممارسة لا تنطبق على الأطفال، ولكن حاخامات القرنين الثامن عشر والتاسع عشر، مثل أبراهام دانزيج وييشيل ميشيل إبستين، انتقدوا أولئك الذين اتبعوا ممارسات متساهلة لم تكن تقليدية في منطقتهم. في القرن العشرين، كان العديد من الحاخامات يؤيدون التساهل. حكم موسى ستيرن بأن جميع الأطفال الصغار كانوا مستبعدين من هذه القيود، واستثنى عوبديا جوزيف المرضى، وأعفى جوزيف كايم سوننفيلد النساء المرضعات.

### تناول اللحوم بعد الألبان
تقليديا، كان يعتبر تناول منتجات الألبان قبل اللحوم أقل صعوبة، على افتراض أن منتجات الألبان لا تترك بقايا دهنية في الحلق، ولا شظايا بين الأسنان. يقول العديد من الحاخامات الأرثوذكس في القرن العشرين أن غسل الفم بين تناول منتجات الألبان واللحوم كافٍ. يجادل البعض بأنه يجب أن تكون هناك أيضًا تلاوة لبركة ختامية قبل أكل اللحم، ويرى آخرون أن هذا غير ضروري. اليهود الأشكناز يتبعون تقاليد القبالية، القائمة على الزوهار، يضمنون بالإضافة إلى ذلك مرور حوالي نصف ساعة بعد تناول منتجات الألبان قبل تناول اللحوم.
جادل بعض الحاخامات في العصور الوسطى بأنه بعد تناول منتجات الألبان الصلبة مثل الجبن، يجب غسل اليدين. حتى أن شباتاي بن مئير يجادل بأن هذا ضروري إذا تم استخدام أواني مثل الشوك ولم تمس الأيدي الجبن. اعتقد حاخامات آخرون في ذلك الوقت، مثل جوزيف كارو، أنه إذا كان من الممكن التحقق بصريًا من أن الأيدي كانت نظيفة، فلا داعي لغسلها؛ جادل تسفي هيرش سبيرا بأن غسل اليدين يجب أن يتم أيضًا من أجل الحليب.
اعتقد جاكوب بن آشر أن غسل الفم لا يكفي لإزالة بقايا الجبن، واقترح أن تناول بعض الأطعمة الصلبة الإضافية مطلوب لتنظيف الفم. لطالما اعتبر الحاخامون أن الجبن الصلب والمعمر يحتاج إلى احتياطات إضافية، على أساس أنه قد يكون له طعم أقوى بكثير ويدوم لفترة أطول؛ وقد أثيرت مخاطر تركها بقايا دهنية في الآونة الأخيرة على أنها مصدر قلق. وفقًا لهذه الآراء الحاخامية، تنطبق نفس الاحتياطات (بما في ذلك التوقف لمدة تصل إلى ست ساعات) على تناول الجبن الصلب قبل اللحوم كما ينطبق على تناول اللحوم في الوجبة عند تناول اللحم أولاً. جوداه بن سمعان، وهو طبيب من القرن السابع عشر في فرانكفورت، قال إن الجبن الصلب لا يمثل مشكلة إذا ذاب. يرى بينيومين فورست أن التساهل مناسب فقط لأطباق الجبن المطبوخة وليس الأطباق المغطاة بالجبن.

## حركات غير ربانية
القرائن، الذين يرفضون التلمود تمامًا، حيث تشدد القانون أقوى، لديهم القليل من الهواجس بشأن الخلط العام بين اللحوم والحليب. المحظور هو طهي الحيوان في لبن أمه الحقيقية فقط. 
في حين أنه يحظر عمومًا على مجتمع بيتا إسرائيل في إثيوبيا تحضير خلطات عامة من اللحوم والحليب، لا يتم تضمين الدواجن في هذا الحظر.[بحاجة لمصدر] ومع ذلك، منذ انتقال مجتمع بيتا إسرائيل بأكمله تقريبًا إلى إسرائيل في التسعينيات، تخلى المجتمع عمومًا عن تقاليده القديمة واعتمد حظرًا واسعًا على اللحوم والحليب الذي تبعه اليهودية الحاخامية.[بحاجة لمصدر]

### السامرية
في الخروج 23:19، السامري أسفار موسى الخمسة يضيف المقطع التالي بعد التحريم: [כי עשה זאת כזבח שכח ועברה היא לאלהי יעקב] الذي يترجم، «لأنه من يفعل مثل الذي يشبه الطرح ممنوع. وهذه معصية لإله يعقوب»

## التأثيرات في المطبخ اليهودي
هذه القيود تزيل بعض الأطباق من المطبخ اليهودي، وتحدث تغييرات في أطباق أخرى. على سبيل المثال، في حين أن الشاورما العربية تحتوي على لحم الضأن أو اللحم البقري مع صلصة الزبادي، في إسرائيل، تُصنع معظم الشاورما من لحم الديك الرومي الداكن وتُقدم عادةً مع صلصة الطحينة.
تأثير آخر هو رعاية مطعم يهودي أمريكي صيني، خاصة بين يهود نيويورك، الذين يمكنهم الاختيار من بين العديد من المطاعم الصينية التي تتبع قواعد الكوشر.
كما أن الأواني التي يغلى فيها الحليب لا تستعمل لطبخ اللحم حتى لو تم غسلها.

## روابط خارجية
- الحليب واللحم في التوراة وقانون موسى بن ميمون (مشناه توراة)
- شرح لسبب معظم النواهي الحاخامية